# Dudków
Dudków – część wsi Kuźniaki w Polsce położona w województwie świętokrzyskim, w powiecie kieleckim, w gminie Strawczyn.
W latach 1975–1998 Dudków administracyjnie należał do województwa kieleckiego.